# Cyperus longus
A Cyperus longus é uma espécie de planta com flor, herbácea, rizomatosa e de folhas lineares, pertencente à família das Ciperáceas e ao tipo fisionómico dos geófitos. 
A autoridade científica da espécie é L., tendo sido publicada em Species Plantarum 1: 45. 1753.

## Nomes comuns
Dá pelos seguintes nomes comuns: albafor (também grafada albafôr), junça (não confundir com a Cyperus esculentus, que com ela partilha este nome), junça-de-cheiro, junça-longa ou junça-ordinária.

## Etimologia
O substantivo «albafor» provém do étimo árabe al-bakhōr, que por seu turno significa «incenso». Esta etimologia também se coliga com o nome comum «junça-de-cheiro», que também evoca as propriedades aromáticas desta planta.

## Portugal
Trata-se de uma espécie presente no território português, nomeadamente em Portugal Continental, no Arquipélago dos Açores e no Arquipélago da Madeira. Mais concretamente, em Portugal continental pode encontrar-se em todas as zonas do território.
Em termos de naturalidade é natural de Portugal Continental e da Madeira e introduzida no Arquipélago dos Açores.

## Protecção
Não se encontra protegida por legislação portuguesa ou da Comunidade Europeia.

## Ecologia
É uma espécie ripícola, higrófita e ruderal, pelo que tanto pode medrar em terrenos agricultados ou bouças, mormente os de culturas de regadio, sendo certo que também se pode encontrar em ermos, orlas de cursos de água, poças e valados e mesmo arrozais.